# Gustave de Reiset
Pour les autres membres de la famille, voir Famille de Reiset.
Gustave-Armand-Henri, comte de Reiset, né le 13 juillet 1821 à Mont-Saint-Aignan et mort le 2 mars 1905 à l'abbaye du Breuil-Benoît, est un diplomate, homme de lettres et collectionneur français.

## Biographie
Gustave de Reiset est le fils de Jacques de Reiset (1771-1835), et frère de Frédéric et Jules. Il entre dans la diplomatie en 1840, comme attaché puis secrétaire d'ambassade à Rome puis à Francfort.
Il acquiert l'abbaye du Breuil-Benoît, qu'il fait restaurer et embellir à partir de 1842, et dont l'église sera à nouveau consacrée en 1854 ; en provient la Vierge à l'Enfant sculpture d'applique en pierre calcaire autrefois peinte et dorée de l'école champenoise du premier tiers du XVIe siècle "et restitutions du XIXe" (dues très probablement à Reiset) qui fut vendue aux enchères par Me Rouillac à Montbazon (Indre-et-Loire) le 11/06/2017 (reprod. coul. dans "La Gazette Drouot" n°22 du 2/06/2017, p 149).
De 1858 à 1871, il sera conseiller général du canton de Saint-André-de-l'Eure où se trouve l'abbaye.
Par bref pontifical du Pape Grégoire XVI en date du 21 mai 1842, il est fait comte romain héréditaire, titre reconnu en France par une ordonnance du 6 août 1842 de Louis-Philippe et par lettres-patentes du 14 novembre 1842.
Le 16 mai 1848, il devient premier secrétaire et chargé d'affaires à Turin.

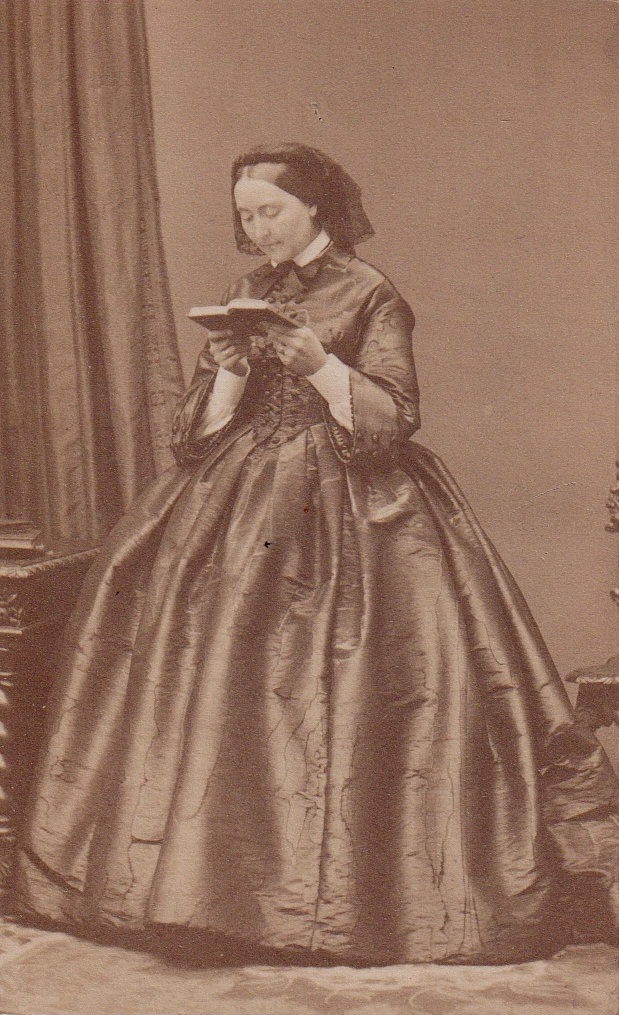
Marie Ernestine Blanche Le Fébure de Sancy de Parabère

Il épouse le 20 mai 1856 Marie Ernestine Blanche Le Fébure de Sancy de Parabère, fille du baron de Sancy de Parabère et petite-fille du général Charles Lefebvre-Desnouettes. 
Ministre plénipotentiaire en 1856, il est nommé à Darmstadt et est chargé d'une importante mission en Italie en 1859.
Il est nommé à Hanovre en 1863.
Collectionneur averti, il acquit une cheminée du château de Roujoux à Fresnes (Loir-et-Cher) ornée d'un bas-relief en bronze doré représentant le buste de profil de François Ier attribué à Matteo del Nassaro, voire à Benvenuto Cellini (2e tiers du XVIe siècle) que le comte Albert-Magdelaine-Claude de Lezay-Marnésia, préfet de ce département en 1828, pair de France en 1835 puis sénateur, fit mouler en plâtre et offrit cette reproduction au musée des Beaux-Arts de Blois ; l’œuvre originale, présumée avoir « orné un grand médaillon fixé sur un fond en marbre », figura à la vente publique du 28/06 à Paris-Drouot (Anne Foster, La Gazette Drouot no 23 du 26 juin 2017, p. 6 - reprod. coul. dans l'article et en page de couverture).

## Ouvrages
- 1866 : Notice généalogique sur la famille de Reiset originaire de Lorraine : établie en Bourgogne au commencement du XVe siècle et, en 1470, dans le Comtè de Ferrette en Alsace
- 1876 : Le château de Crécy et madame de Pompadour
- 1885 : Modes et usages au temps de Marie-Antoinette (Prix Bordin de l’Académie française en 1886[2])
- 1885 : Armorial général ou Registres de la Noblesse de France. (Supplément.) Notice généalogique sur la famille de Reiset
- 1895 : Généalogie de la famille de Reiset
- 1901-1903 : Mes souvenirs 3, L'Unité de l'Italie et l'unité de l'Allemagne (préface par Robinet de Cléry)
- 1904 : Mes souvenirs 2, La Guerre de Crimée et la cour de Napoléon III (préface par Robinet de Cléry)
- 1903 : Mes souvenirs 1, Les Débuts de l'indépendance italienne (préface par Robinet de Cléry)

## Distinctions
- Commandeur de la Légion d'honneur (1867)[3]
- Grand-croix de l'ordre de Philippe-le-Magnanime de Hesse
- Grand-croix de l'ordre d'Adolphe de Nassau
- Grand-croix de l'ordre royal des Guelfes de Hanovre
- Médaille d'or du Mérite civil de Hesse
- Commandeur de l'ordre des Saints-Maurice-et-Lazare de Sardaigne
- Chevalier de première classe de l'ordre constantinien de Saint-Georges de Parme
- Chevalier de l'ordre de Charles III d'Espagne